# Yvonne Nalishuwa
Yvonne Nalishuwa (ur. 11 października 1994) – zambijska lekkoatletka specjalizująca się w biegach sprinterskich. Jej rekordy życiowe to:
- Bieg na 100 metrów – 12,16 osiągnięte w Bulle (Szwajcaria) 12 lipca 2014
- Bieg na 200 metrów – 25,38 uzyskane w Réduit (Mauritius) 1 września 2013

Brała udział w mistrzostwach świata w 2013, które odbyły się w Moskwie. Wystartowała w biegu na 100 m. W pierwszym biegu eliminacyjnym zajęła 7. miejsce z czasem 12,47 i nie przeszła do półfinału.